# وريد مخيخي
الأوردة المخيخية هي أوردة تقوم بتصريف الدم من المخيخ.
يوجد في الجسم وريدان مخيخيّان، هما:
- الأوردة المخيخية العلوية
- الأوردة المخيخية السفلية

## صور إضافية

مخطط للدورة الشريانية الموجودة بقاعدة المخ.
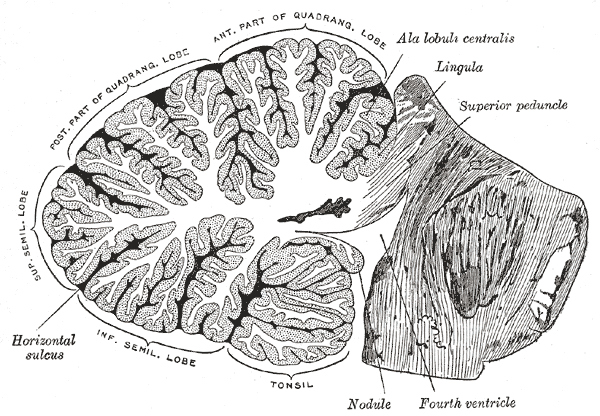
مقطع سهمي في المخيخ, بالقرب من اتصال دودة المخيخ مع نصفاه الكرويان.